# Basem Mahmoud
Basem Mahmoud, även kallad Abu Hamza, född 8 oktober 1962, är en islamisk predikant verksam som imam i al-Sahaba-moskén i Malmö känd för sina antisemitiska uttalanden och för att öppet stöda terrorsekten ISIS brott mot mänskligheten.

## Biografi
Mahmoud framträdde 2008 som talesman för den källarmoské i Rosengård som då ockuperades efter ett stängningsbeslut motiverat med att fastighetsägaren behövde lokalen för andra ändamål. Moskén har identifierats som radikal med isolationistiska inslag.

### Uttalanden
Mahmoud uppmärksammades 2020 för nedsättande uttalanden om judar samt fördömande av andra imamer i Malmö som uppmanat till lugn i samband med en manifestation med koranbränning. Han har 2021 upprepat nedsättande uttalanden om judar samt påtalat det olämpliga i att använda svensk flagga vid studentfestligheter då den innehåller ett kors.

### Påverkanskampanj 2022 "Kidnappning av muslimska barn"
Han har 2022 uttalat att de svenska skolorna och socialtjänsten är de mest korrupta av alla institutioner i Sverige, och att de deltar i "stölden av muslimska barn".

### Åtal för hets mot folkgrupp
Mahmoud åtalades sommaren 2022 på grund av antisemitiska uttalanden han gjorde i en predikan han publicerade på sin Youtube-kanal hösten 2020. Malmö tingsrätt dömde honom i mars 2024 för hets mot folkgrupp på grund av dessa uttalanden, där påföljden blev villkorlig dom. Mahmoud hade i predikan bl.a sagt att judar är "avkommor till apor och svin".

### Övrigt
Mahmoud medverkar i filmen Täcknamn Coq Rouge från 1989 där han har rollen som en PLO-vakt.